# Braize
 (septembre 2013).
Si vous disposez d'ouvrages ou d'articles de référence ou si vous connaissez des sites web de qualité traitant du thème abordé ici, merci de compléter l'article en donnant les références utiles à sa vérifiabilité et en les liant à la section « Notes et références ».
Pour les articles homonymes, voir Braize (homonymie).
Braize est une commune française, située dans le département de l'Allier en région Auvergne-Rhône-Alpes.

## Géographie

### Localisation

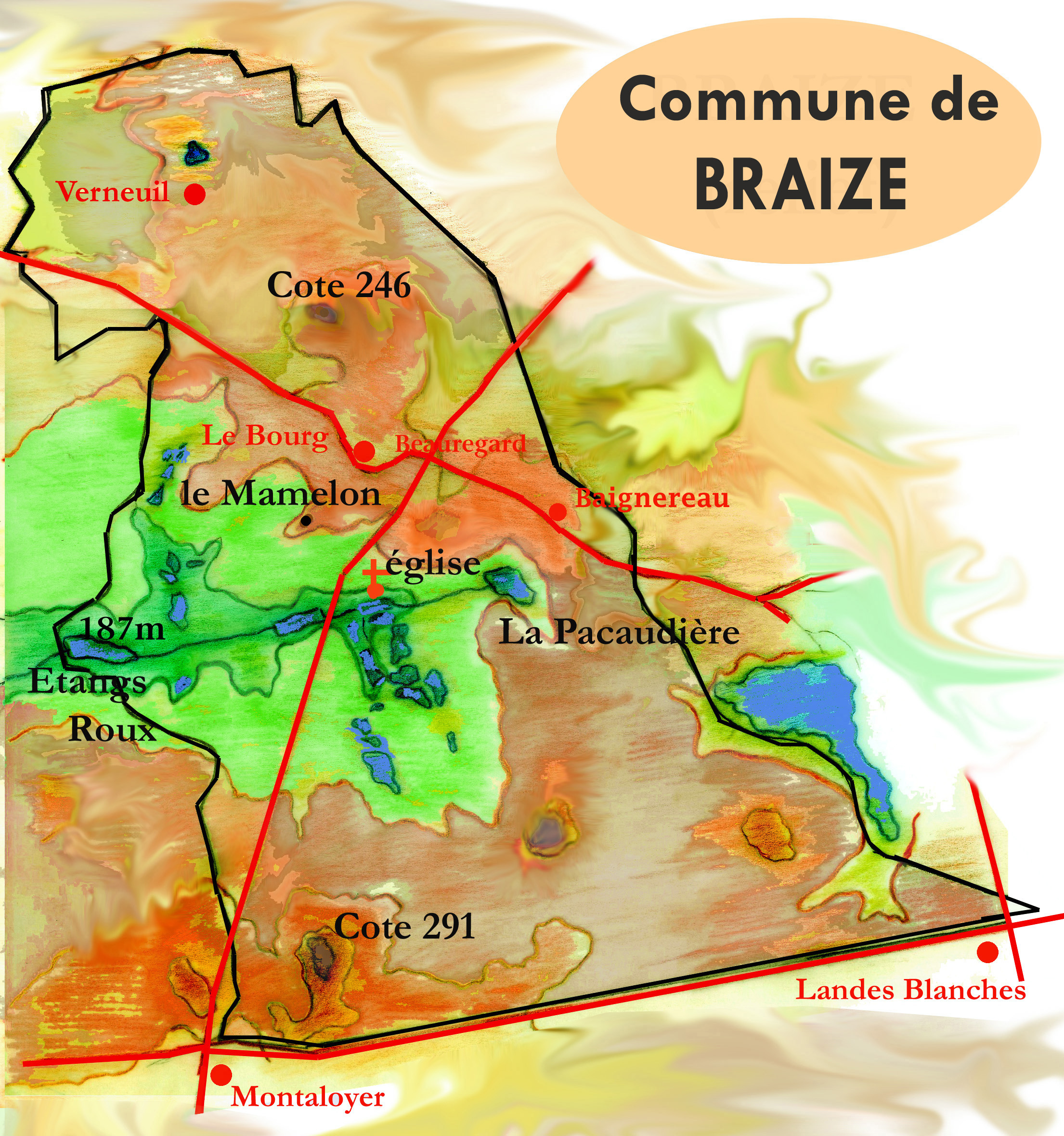
Aperçu du relief de la commune.

D'une superficie de 2 095 hectares, comptant environ 8 km dans sa plus grande dimension, de la limite du département du Cher jusqu'au rond Raffignon, la commune de Braize s'étend de part et d'autre d'un vallon orienté est-ouest de La Pacaudière vers Les Ris. Souvent marécageux, notamment aux Étangs Roux, ce vallon est drainé par le ruisseau dit « de l'église » ou « des mailleries » qui a toujours alimenté de nombreux étangs. Sur la carte de Cassini, on relève déjà ceux de La Pacodière (Pacaudière), de Pouvereux (Pouveux), de Laleu (Lalœuf) avec son moulin — en 1693, un acte de baptême mentionne « le parrein qui était meusnier à la leû » —, de La Martinière, Duri (Les Ris) ils se sont multipliés au cours de la dernière décennie. C'est à l'extrémité ouest de ce vallon qu'on trouve les points les plus bas de la commune, avec des cotes avoisinant 200 m (187 m mini au Ris).

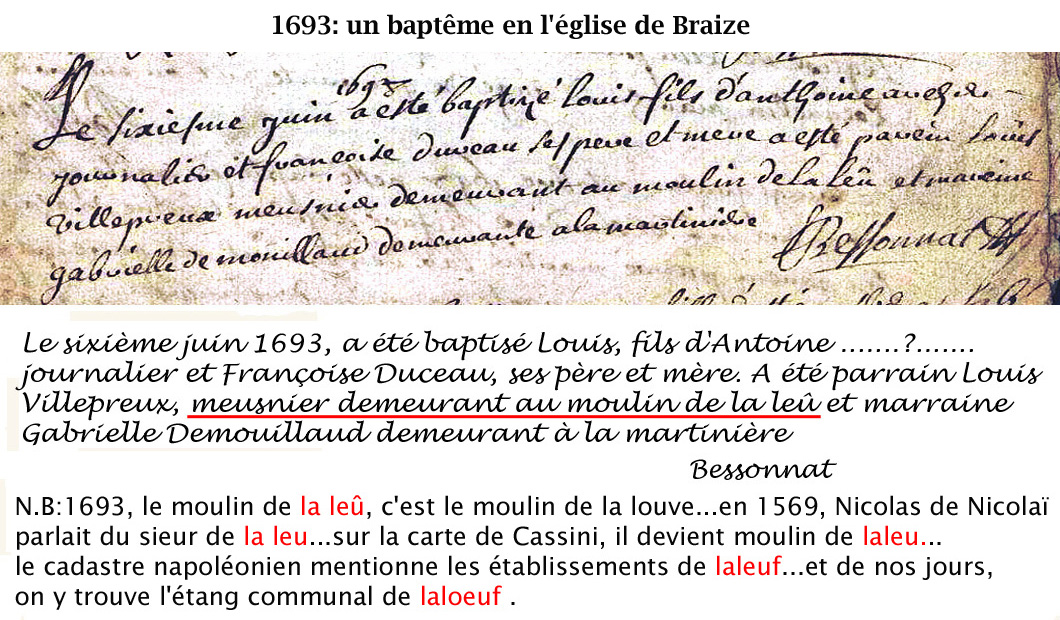
« le parrein qui était meusnier à la leû »

Au sud, il est bordé par les premiers contreforts de la forêt de Tronçais, dominés par quelques buttes près du Rond du Haut du Parc ou vers Puy Aigu, pour culminer, non loin de Montaloyer à la cote 291 m, indiquée par une borne IGN.
Au nord, on remonte en pente douce vers l'emplacement du bourg actuel, avec la présence remarquable de l'ancienne motte féodale, dite « Le Mamelon », près de la ferme de la Commanderie. Au nord-est de Baignereau, la ligne de partage des eaux vers la rivière Sologne, peu marquée, avait donné naissance à une série de « Pâturaux » humides, connus sous le nom de leur propriétaire « les Pâturaux de Untel… » ; c'était des terrains incultes, fermés de haies bordées de fossés, avec une mare au coin de chaque parcelle, adaptés aux petits élevages des « locatures » de la commune. Les mares ont été comblées, les haies arrachées.
Au-delà du village, jusqu'aux limites de la commune, un plateau faiblement ondulé conduit au « Vignoble de Verneuil », dont ne subsiste qu'une seule parcelle encore exploitée. À La Cornille, dans une haie bordant une vigne, une borne trapézoïdale marquait autrefois « le point culminant, hors forêt domaniale » à 246 m, borne brisée lors des travaux de remembrement et restaurée en 2012. Quelques taillis suggèrent l'étendue de la forêt primitive : Flambert ou celui des Champs de Balais qui courait autrefois de la route de Charenton à celle d'Ainay-le-Château. Le toponyme « Champ de balais » nous rappelle aussi la présence des nombreuses friches de genets que les « chaveurs de balais » arrachaient alors dans les terrains ingrats de la commune.
Six communes sont limitrophes de Braize, dont deux dans le département limitrophe du Cher :
| Coust (Cher) | Charenton-du-Cher (Cher) |                       |
| Lételon      | Braize                   | Saint-Bonnet-Tronçais |
| Urçay        | Meaulne-Vitray           |                       |

### Transports
Le territoire communal est traversé par les routes départementales 28 (reliant Ainay-le-Château à Meaulne) et 250 (reliant la limite départementale du Cher à Coust à l'ouest et Saint-Bonnet-Tronçais à l'est). Au sud, la D 978a, passant dans la forêt de Tronçais, longe la frontière communale avec Vitray.

### Climat
Pour des articles plus généraux, voir Climat d'Auvergne-Rhône-Alpes et Climat de l'Allier.
En 2010, le climat de la commune est de type climat océanique dégradé des plaines du Centre et du Nord, selon une étude du CNRS s'appuyant sur une série de données couvrant la période 1971-2000. En 2020, Météo-France publie une typologie des climats de la France métropolitaine dans laquelle la commune est exposée à un climat océanique altéré et est dans la région climatique Ouest et nord-ouest du Massif Central, caractérisée par une pluviométrie annuelle de 900 à 1 500 mm, maximale en automne et en hiver.
Pour la période 1971-2000, la température annuelle moyenne est de 11,3 °C, avec une amplitude thermique annuelle de 15,7 °C. Le cumul annuel moyen de précipitations est de 803 mm, avec 11,3 jours de précipitations en janvier et 7,2 jours en juillet. Pour la période 1991-2020, la température moyenne annuelle observée sur la station météorologique de Météo-France la plus proche, sur la commune d'Isle-et-Bardais à 11 km à vol d'oiseau, est de 11,8 °C et le cumul annuel moyen de précipitations est de 777,6 mm,. Pour l'avenir, les paramètres climatiques de la commune estimés pour 2050 selon différents scénarios d'émission de gaz à effet de serre sont consultables sur un site dédié publié par Météo-France en novembre 2022.

## Urbanisme

### Typologie
Au 1er janvier 2024, Braize est catégorisée commune rurale à habitat très dispersé, selon la nouvelle grille communale de densité à 7 niveaux définie par l'Insee en 2022.
Elle est située hors unité urbaine. Par ailleurs la commune fait partie de l'aire d'attraction de Saint-Amand-Montrond, dont elle est une commune de la couronne,. Cette aire, qui regroupe 36 communes, est catégorisée dans les aires de moins de 50 000 habitants,.

### Occupation des sols

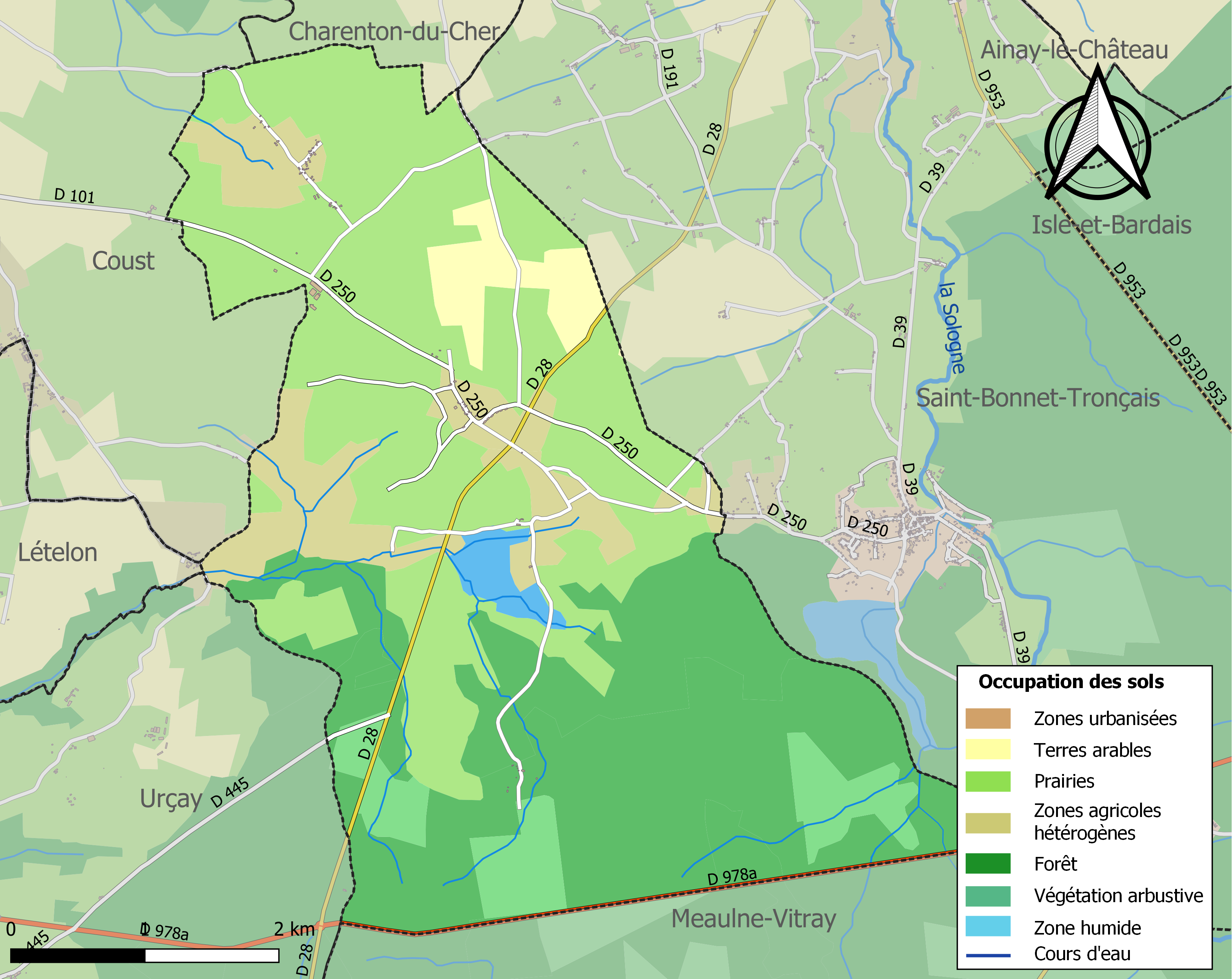
Carte des infrastructures et de l'occupation des sols de la commune en 2018 (CLC).

L'occupation des sols de la commune, telle qu'elle ressort de la base de données européenne d’occupation biophysique des sols Corine Land Cover (CLC), est marquée par l'importance des territoires agricoles (55,8 % en 2018), une proportion sensiblement équivalente à celle de 1990 (55,7 %). La répartition détaillée en 2018 est la suivante : 
prairies (40,9 %), forêts (36,4 %), zones agricoles hétérogènes (11,4 %), milieux à végétation arbustive et/ou herbacée (6,3 %), terres arables (3,5 %), eaux continentales (1,4 %).
L'IGN met par ailleurs à disposition un outil en ligne permettant de comparer l’évolution dans le temps de l’occupation des sols de la commune (ou de territoires à des échelles différentes). Plusieurs époques sont accessibles sous forme de cartes ou photos aériennes : la carte de Cassini (XVIIIe siècle), la carte d'état-major (1820-1866) et la période actuelle (1950 à aujourd'hui).

## Toponymie
L'origine du nom de la commune a fait l'objet de diverses interprétations, fondées sur la topographie des lieux ou sur l'étymologie : de l'ancien français brai, vraisemblablement d'origine gauloise bracus « boue, marais ». Le Gaulois *bracu ( plus exactement *brakus, brakōs) a d’abord désigné un « fond de vallée humide » puis un « marais ».
On retrouve ce toponyme « les Braizes » « Chemin des Braizes » à Monestier, en Bourbonnais ; il est également fréquent en Normandie, renvoyant à des lieux marécageux, des cours d'eau (la Braize est un affluent de la rivière Sée, dans la Manche).

## Histoire
Selon une légende : le village aurait été reconstruit sur les ruines d'une cité dévastée par un incendie et le cadastre napoléonien de 1834 situe le « Village de Braise » (ainsi orthographié) dans la vallée, autour de son église et comportant une seule maison, celle de la cure, alors que le bourg actuel est toujours nommé « La Bruyère ».

### Époque romaine
En forêt de Tronçais, vers Puy Aigu, on a reconnu les vestiges de tumuli, dont certains déjà « visités ».

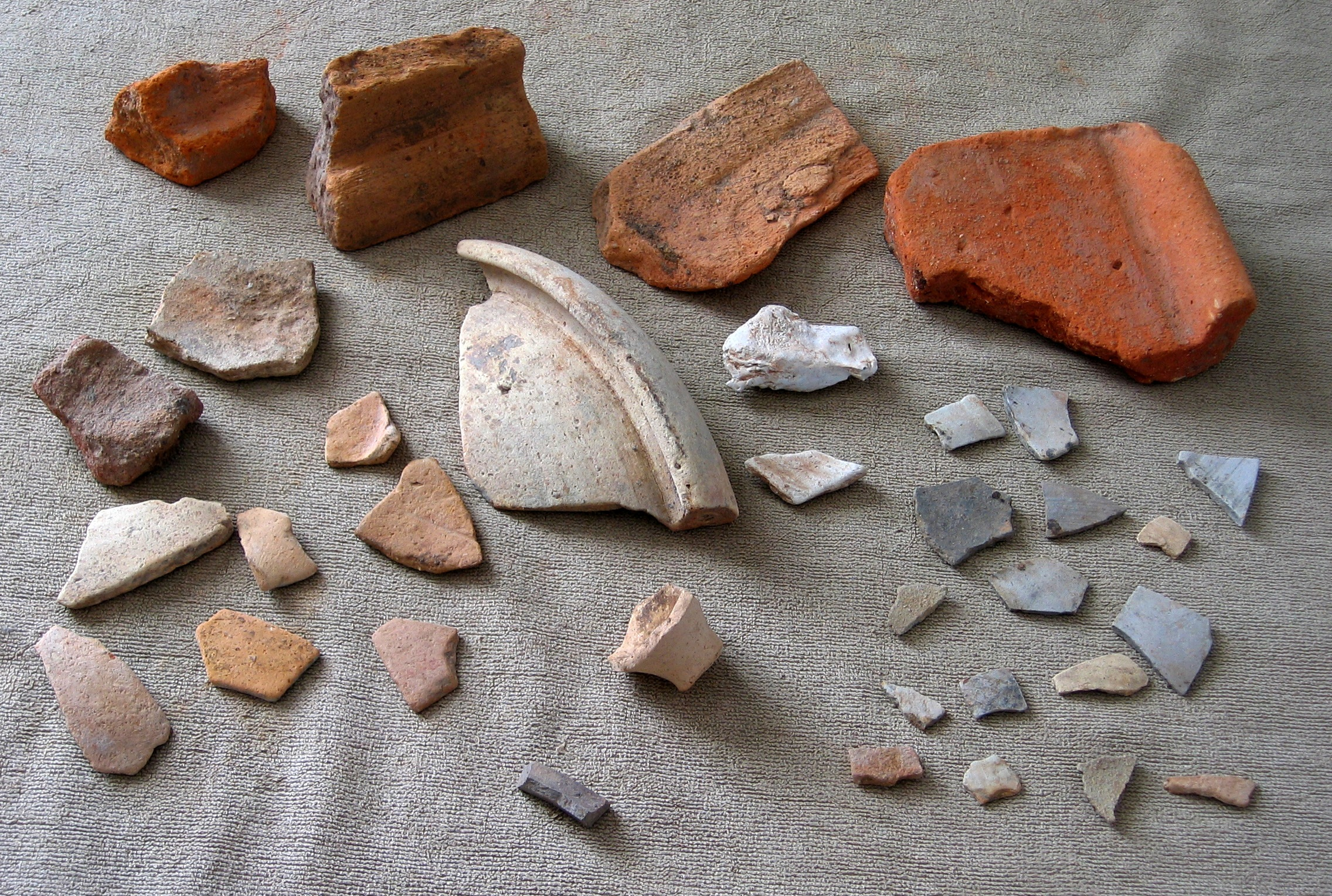
Objets trouvés près de l'église de Braize.

La voie romaine de Drevant à Bourbon-l'Archambault, arrivant par « Le Pilori » (Coust), passait à La Bruyère (le bourg de Braize actuel), Beauregard, en direction de l'étang de Saint-Bonnet ; le toponyme « Maison rouge » (Puy Aigu sur la carte d'État-Major actuelle) en est peut-être un jalon intéressant. L'occupation gallo-romaine sur le site de la commune est attestée par la mise au jour d'objets ou de monnaies, sans omettre les trouvailles de bûcherons chargés d'arracher les souches des arbres abattus dans les parcelles voisines de l'ancienne voie ; de plus, lors de la création plus récente des étangs voisins de l'église, de nombreux fragments de tuiles romaines, de poteries diverses furent trouvés, ainsi que des traces de fondations, indiquant la présence probable d'un habitat gallo-romain dans ce vallon.

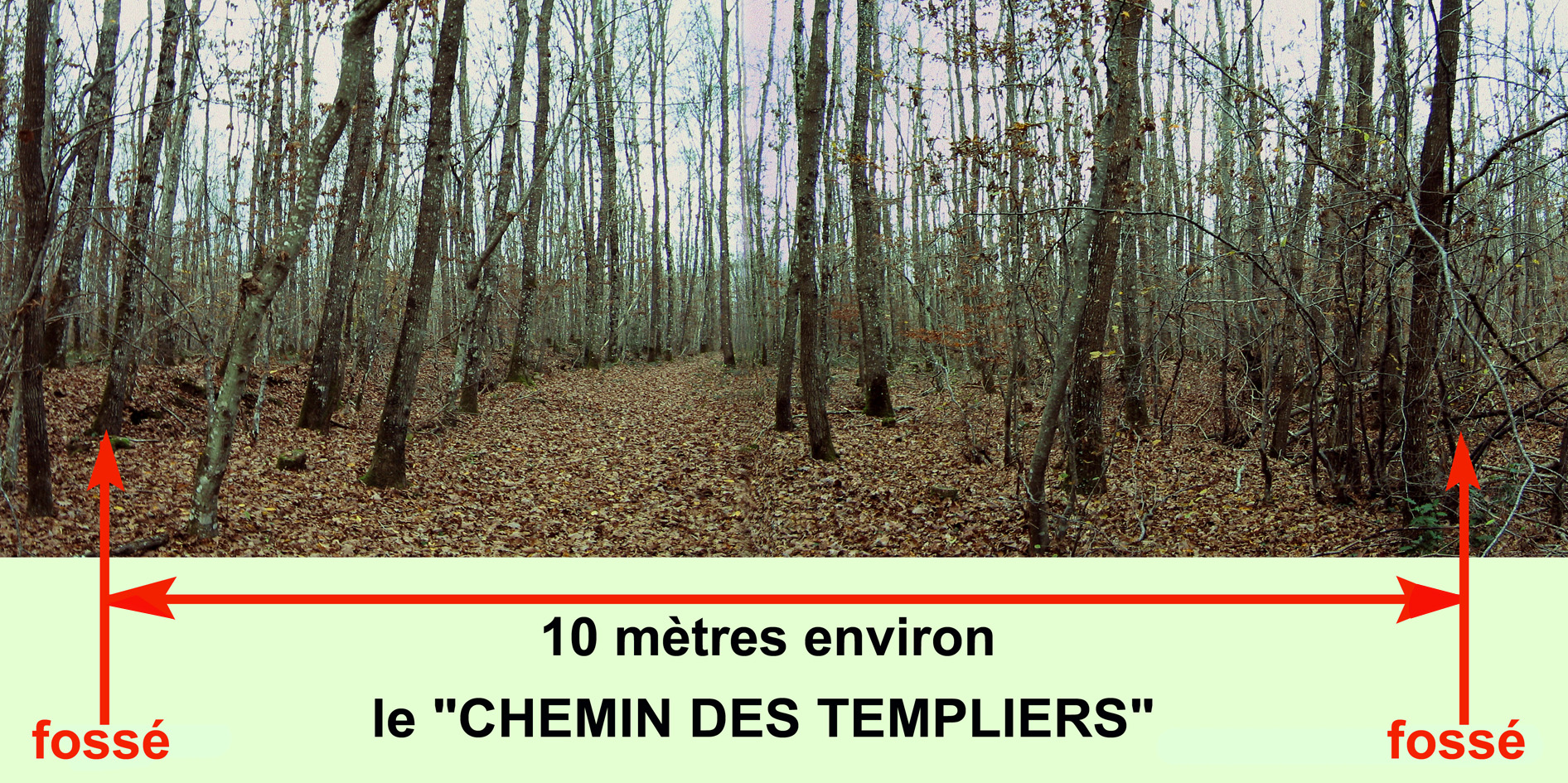
Chemin des Templiers.

Une autre voie, connue sous les appellations « voie romaine » ou « chemin des Templiers », est encore facilement repérable en forêt près du Chêne de Montaloyer, sous la forme d'une allée large d'une dizaine de mètres et bordée de deux fossés ; on peut la suivre facilement en direction du nord jusqu'à une parcelle presque entièrement déboisée, ou, au sud, sur un tracé moins net vers le hameau des Arpents. La « rue des Orfèvres » descendait de La Bruyère vers le vallon et la « rue des Maréchaux » remontait en pente rude de l'église vers l'école.

### Époque médiévale
Au temps des sires et des ducs de Bourbon, La Bruyère était rattachée à la châtellenie d'Ainay-le-Château. Dans la Description générale du Bourbonnais en 1569 de Nicolas de Nicolay, parmi les paroisses et collectes de la chastellenie d'Aynay le Chastel, on peut noter : « Braize, villaige et collecte et commanderie de Sainct Jehan de Jérusalem, estant de la paroisse de Saint Bonnet du Désert, près lequel est la maison noble de La Placaudière, contenant ledict villaige 38 feux ». « La maison noble, terre et justice de La Bruière du Temple » est mentionnée justice vassale de ladicte Chastellenie d'Aynay, alors que « le sieur de La Pacaudière et le sieur de La Leu » ne sont que vassaux non ayant justice, tous deux en la paroisse de Saint Bonnet du Désert et, « parmi les estangs et molins qui sont dans et es environs de ladicte forest de Tronçaye, on relève « les fossés de La Bruière » dont le capitaine (d'Ainay) jouist »… La Leu ou Lalœuf était un fief exempt de redevances seigneuriales.

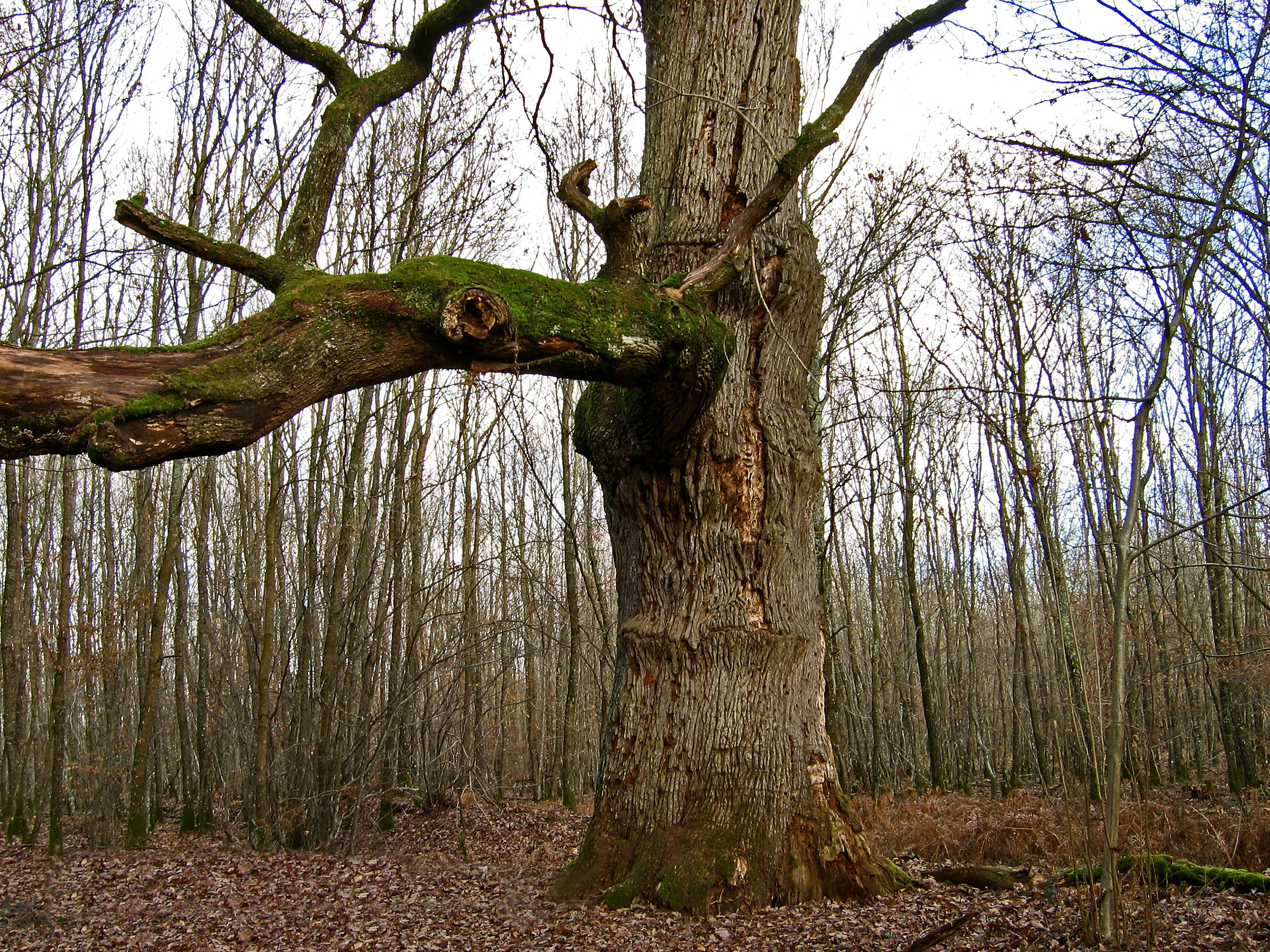
Chêne de Montaloyer.

La légende du chêne de Montaloyer, selon laquelle une statue de la Vierge serait protégée dans son tronc, vient nous rappeler les épisodes des Guerres de religion (Nicolas de Nicolay écrit : « la ville d'Aynay, prise par ceux de la nouvelle religion le 20e d'août 1568 qui s'en saisirent en exerçant et ses environs infinis meurtres et pilleries ») puis la présence des troupes du prince de Condé au château de Montrond durant la Fronde, d'où elles effectuaient de nombreuses incursions vers Ainay ou Hérisson. Ce chêne, né vers 1630, est l'un des neuf arbres choisis à la fin du XXe siècle pour conserver le nom des anciennes gardes de la forêt de Tronçais.
Sur le Sommier des Fiefs du duché du Bourbonnais, vers 1788, on relève pour la paroisse de Braize : « La Brière de Braize - au Sieur Nicolas Daubigny, Ecuyer à Braize par succession de son père (150 livres de revenu) » et « La Pacaudière - au Sieur Augustin Thomas Nicolas Denise, Receveur des Tailles à St Amand (300 livres de revenu) - Date des actes de féodalité : Aveu du 28 septembre 1675, 3 juin 1767, 9 juillet 1778 ».

#### Les Templiers et les Hospitaliers
La Commanderie : La ferme actuelle est construite au pied d'une motte artificielle, le Mamelon, de laquelle on a une vue depuis le Saint-Amandois jusqu'aux hauteurs du Vilhain ; au sommet de cette butte, était sans doute édifié un château de bois dont il ne reste aucune trace. La Commanderie devait être un établissement de l'ordre du Temple, chargé de la surveillance de l'ancienne voie romaine ; il y eut une deuxième implantation monastique, celle de La Bruyère, fondée en 1188, lorsque les religieuses de l'abbaye bénédictine de Charenton-du-Cher lui attribuèrent une terre à mettre en valeur (il existe d'autres hypothèses ; de plus, la cohabitation de deux établissements si proches peut paraître incompatible). À la suppression de l'ordre du Temple, en 1312, l'ensemble des terres et des bâtiments fut confié aux Hospitaliers de l'ordre de Saint-Jean de Jérusalem de La Bruyère dépendant de la commanderie de La Racherie, La Bruyère qui donnera naissance à l'actuel bourg de Braize. Là encore, les anciens mentionnent un château de Braize dont il existerait des traces écrites mentionnant haute muraille, tours crénelées et gros donjon, mais sans vestiges probants sur le terrain… et « la rumeur » veut que la terre provenant de l'édification des caves et souterrains de ladite forteresse ait été utilisée pour rehausser la motte du Mamelon ; plus réelle, l'épaisseur de certains murs dans l'enclos du « Bon St Antoine » évoque bien une ancienne maison forte, de même que la présence de ces « Fossés de La Bruière » mentionnés plus loin. La ferme de la commanderie fut vendue comme bien national à la Révolution.

### De la Révolution à nos jours

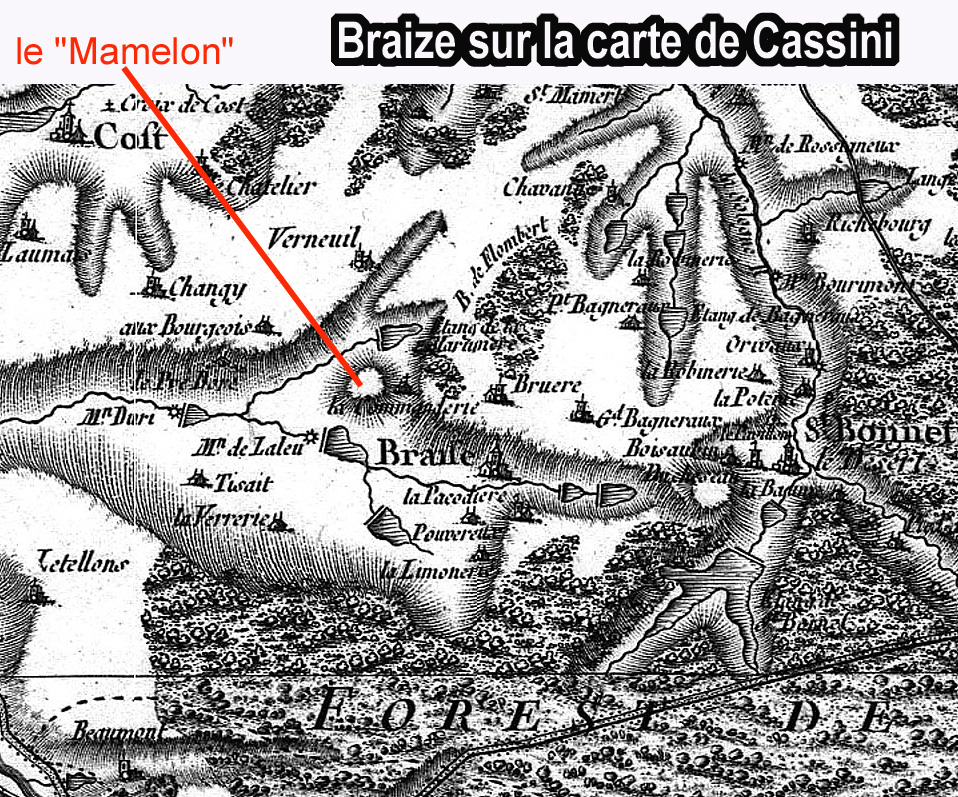
Braize sur la carte de Cassini.

D'après le curé de Saint-Bonnet, Hérault, après la Révolution de 1789, une panique générale incita les habitants à quitter leurs demeures pour se réfugier dans la forêt ; cette peur, partie de Ruffec le 28 juillet 1789, atteignit le Bourbonnais le 30 juillet… : « Le 24 mars 1790, puis le lundi de Pentecôte, fut livrée à La Pacaudière une sanglante bataille, suivie de ravage et pillage abominables. » Et selon des registres paroissiaux « l'année 1789 a été remarquable par bien des événements. La gelée qui avait commencé le 25 décembre 1788 a été très forte à la fin de décembre et pendant presque tout le mois de janvier. On y a vu de la glace épaisse de vingt et un pouces ; les vignes et les noyers qui se sont trouvés dans les fonds ont été gelés… À la mi-juin, des chutes de grêle ont fait périr le peu de vin que la gelée avait laissé… »
À la différence du curé Hérault, de la paroisse voisine de Saint-Bonnet-le-Désert, laïcisée provisoirement en « Désert-sur-Sologne », Jean Boutoute, curé de Braize, refusa de prêter serment à la Constitution civile du clergé en 1791 ; emprisonné à Moulins, puis « déporté maritime » en Charente, il y décédera en 1794.
L'arrêt du Conseil royal du 16 février 1788 avait accordé au maître de forges Nicolas Rambourg, « pour faire rouler ses usines de Tronçais », les parcelles des Landes Blanches et de Montaloyer, situées sur le territoire de la commune. Ce sera l'époque des « dresseurs de meules » (les charbonniers) et aussi celle des équipages d'ânes transportant le minerai de fer du Berry (près de la ferme de la Verrerie, on retrouve la trace du « chemin des muletiers »). Les paysans virent d'un très mauvais œil ces nouveaux arrivants, par peur de manquer de bois de chauffage et de perdre leurs droits de pâture dans les rares espaces libres de la forêt.

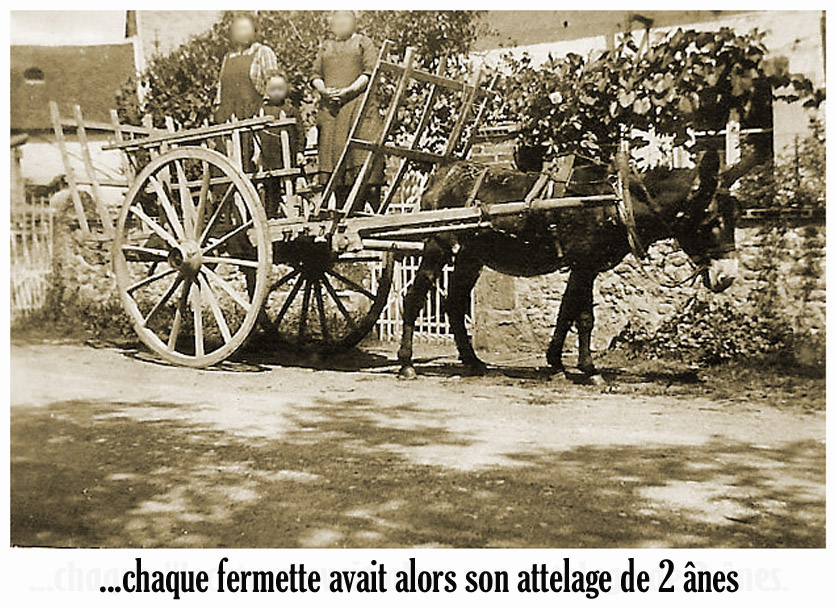
Attelage d'âne en 1930.

On peut voir également dans ces activités l'origine des nombreux attelages d'ânes ou de mulets, présents dans les petites « locatures » jusque dans les années 1930 et leur tradition maintenue par le musée et la fête de l'Âne dont la renommée dépasse largement le cadre régional.
Une tréfilerie, annexe des forges de Tronçais, fut construite vers 1820 à l'emplacement de l'ancien moulin indiqué « Moulin de Laleu » sur la carte de Cassini (on trouve aussi un « meusnier à la leû » sur un acte de baptême datant de 1693) . Elle est connue dans la commune sous l'appellation « Pointerie de Lalœuf » ; elle produisait des fils de fer et des pointes de Paris avec une matière première en provenance de l'usine de Morat ; dans les années 1910, les écoliers de Braize trouvaient encore des pointes enfouies dans la terre aux alentours de l'ancienne pointerie.
Braize (Braise) sur le cadastre napoléonien de 1834
Le village de Braise était alors situé dans le vallon et se limitait à l’église et aux bâtiments de la cure, le bourg actuel se nommant toujours village de La Bruyère.
Une seule route y était mentionnée, en limite sud de la commune, la « route d’Urçay aux forges de Saint-Jean de Bouis » ; la plupart des chemins convergeaient vers l’église : de Meaulne par Montaloyer et La Mimonerie, de Cérilly par Le Feuillet et la limite ouest de la propriété de La Pacaudière, d’Ainay-le-Château depuis le carrefour des Gallerands, de Saint-Amand par le village de La Bruyère, de Changy, de L’Estelon, d’Urçay en passant à la Croix Pétouillon. On peut supposer que le chemin de Meaulne empruntait en partie le tracé de l’ancienne « allée des Templiers ».
En aval de la chaussée de l’étang communal — à l’époque étang de Laleuf — l’Établissement de Laleuf comprenait cinq bâtiments et une usine, à quelque distance sur le ruisseau ; ils abritaient une tréfilerie et une pointerie.
Dans l’enclave de La Pacaudière, outre l’étang et le Cros chaud, près du lavoir actuel, on voit un bief qui alimentait vraisemblablement « le Ch’tit Moulin » dont parlaient d’anciens Braizois.
On peut aussi y noter l'importance de la culture de la vigne : aux Gravières, à La Cornille au nord de la cote 246, mais surtout au « vignoble de Verneuil » où l’on peut compter plus de 60 parcelles.
Autre souvenir évoqué par les anciens : le carrefour des Gallerands ; le chemin d’Ainay-le-Château au village de Braise quittait son tracé actuel à hauteur du Champ de Balais pour se diriger vers le hameau des Gallerands qu’il traversait, en direction de l’église ; il comprenait alors 4 ou 5 bâtiments ; la route de Saint-Bonnet était même nommée « chemin des Gallerands à Cérilly ».

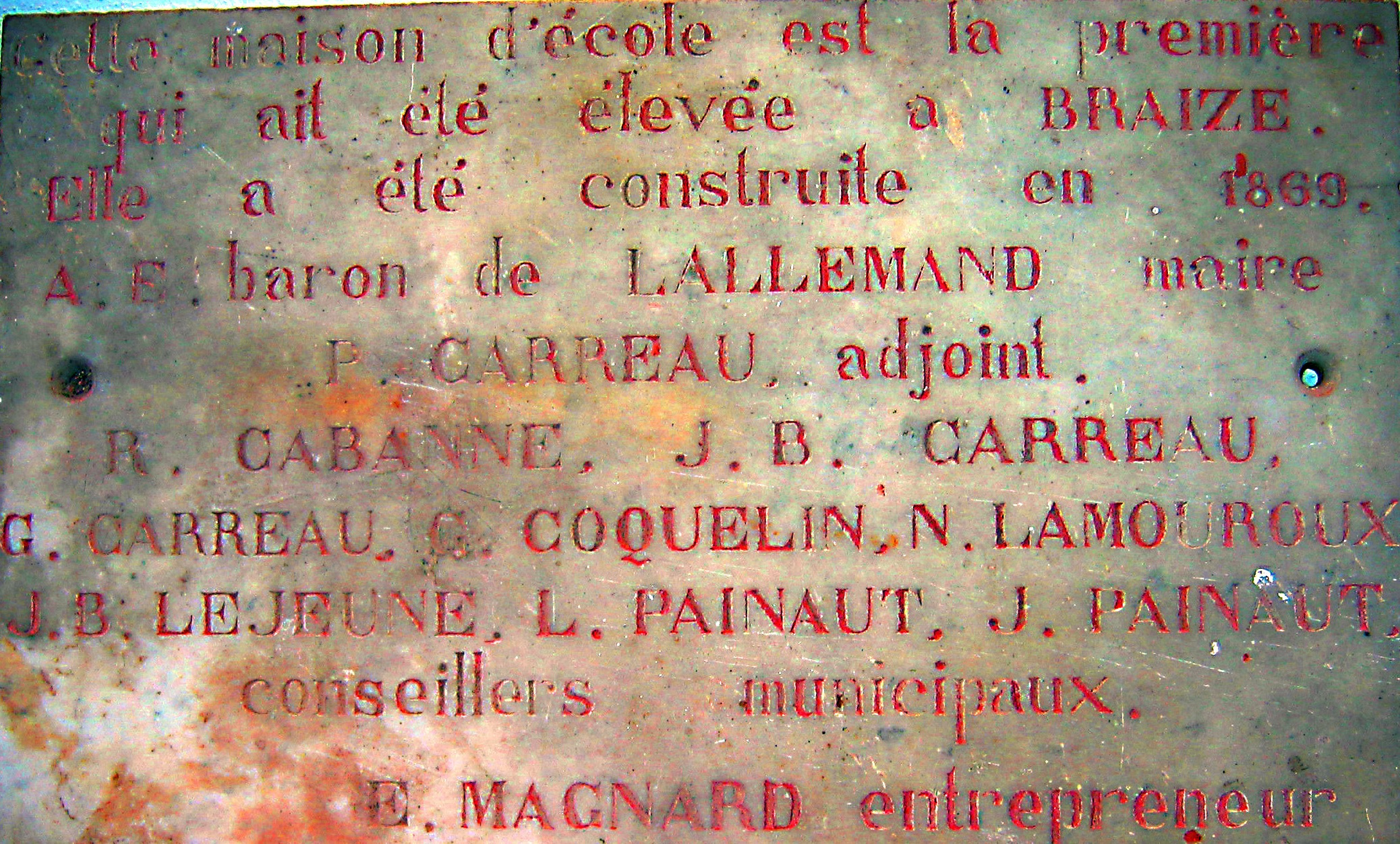
Plaque inaugurale de l'école de Braize en 1869.

La première maison d'école fut construite à Braize en 1869, ainsi que l'atteste la plaque inaugurale, restaurée à l'initiative du maire, Guy Lalevée, à la rentrée 2006. Elle comprenait uniquement le bâtiment central actuel et la salle de classe en occupait le rez-de-chaussée ; au-dessus de la porte d'entrée, était gravée l'inscription « PRIE ET TRAVAILLE », en capitales.
Après la « Grande Guerre », quand le gouvernement demanda aux communes de France de faire graver une plaque rappelant le nom des soldats « morts pour la France », puis d'édifier un monument aux morts où elle serait fixée, une simple plaque fut apposée à l'intérieur de l'église ; le monument actuel date de la fin du siècle (octobre 1991).
Le 26 avril 1940, le groupement no 1 des chantiers de jeunesse « Maréchal Pétain » fut ouvert à Tronçais. Ses effectifs furent répartis en 11 groupes, dont le groupe 6 « Galliéni » qui installa ses baraquements au Rond du Chevreuil où l'on dut voir quelques fours métalliques à charbon de bois, remis au goût du jour par l'utilisation des moteurs à gazogène, fours surtout installés au Rond de la Cave.
Concernant l'évolution démographique de la commune, on peut noter l'influence de l'installation des forges de Tronçais et de ses activités annexes (charbon de bois, pointerie de Lalœuf…). En 1806 : 328 habitants ; en 1846 : 454 habitants, avec un maximum de 506 en 1906. On note également les conséquences de la Grande Guerre ; en 1911 : 495 habitants ; en 1921 : 378 habitants (16 tués, déficit de naissances, sans oublier les victimes de la grippe espagnole).
Dans les années 1930, Braize comptait une demi-douzaine de domaines de 30 à 40 hectares et sans doute une vingtaine de petites « locatures ».

## Politique et administration

### Administration municipale
La maire sortante, Solange Lalevée, a été réélue au premier tour des élections municipales de 2020. Le conseil municipal, réuni en mai, a désigné trois adjoints.
D'après les actes d'état civil de la commune de Braize, mis en ligne sur le site du conseil général de l'Allier ou consultés en mairie, voici une liste de quelques responsables municipaux puis des maires :
Période révolutionnaire : 20 messidor an II : Gilbert Pinel, officier public et Jean Parilleau, agent national ; 20 ventôse an II : Jacques Roy, officier public ; 28 pluviôse an III : Jean Claude Jacquot, officier public.
| Période                                  | Période                    | Identité                | Étiquette | Qualité                     |
| ---------------------------------------- | -------------------------- | ----------------------- | --------- | --------------------------- |
| Les données manquantes sont à compléter. |                            |                         |           |                             |
| 1805                                     |                            | Renon                   |           |                             |
| 1829                                     |                            | Pierre Jean Marquis     |           |                             |
| 1836                                     |                            | Louis Chapelard         |           |                             |
| 1850                                     |                            | Lérat                   |           |                             |
| 1852                                     |                            | Pierre Carreau          |           |                             |
| 1855                                     |                            | Jean Carreau            |           |                             |
| 1864                                     |                            | Pierre Carreau          |           |                             |
| 1865                                     | 1880                       | Baron A.E. de Lallemand |           |                             |
| 1881                                     | 1887                       | du Peyroux              |           |                             |
| 1900                                     |                            | Rondreux                |           |                             |
| 1911                                     |                            | Augot                   |           |                             |
| 1924                                     | 1953                       | Michel Lacroix          |           | agriculteur                 |
| 1953                                     | mars 1959                  | André Chagnon           |           | agriculteur                 |
| mars 1959                                | mars 1977                  | Louis Auclair           |           | retraité SNCF               |
| mars 1977                                | mars 1989                  | Pierre Leduc            |           | agriculteur                 |
| 19 mars 1989                             | novembre 2006              | Guy Lalevée             |           | entrepreneur TP             |
| décembre 2006                            | En cours (au 10 juin 2020) | Solange Lalevée         | DVD       | Retraitée de l'enseignement |

En 1789, le curé de Braize était l'abbé Boutoute et Pierre Véniat fut le premier instituteur de l'école de Braize construite en 1869.

## Population et société

### Démographie
L'évolution du nombre d'habitants est connue à travers les recensements de la population effectués dans la commune depuis 1793. Pour les communes de moins de 10 000 habitants, une enquête de recensement portant sur toute la population est réalisée tous les cinq ans, les populations de référence des années intermédiaires étant quant à elles estimées par interpolation ou extrapolation. Pour la commune, le premier recensement exhaustif entrant dans le cadre du nouveau dispositif a été réalisé en 2007.

En 2022, la commune comptait 259 habitants, en évolution de −3 % par rapport à 2016 (Allier : −1,38 %, France hors Mayotte : +2,11 %).
| 1793 | 1800 | 1806 | 1821 | 1831 | 1836 | 1841 | 1846 | 1851 |
| ---- | ---- | ---- | ---- | ---- | ---- | ---- | ---- | ---- |
| 347  | 332  | 335  | 303  | 411  | 430  | 443  | 454  | 417  |

| 1856 | 1861 | 1866 | 1872 | 1876 | 1881 | 1886 | 1891 | 1896 |
| ---- | ---- | ---- | ---- | ---- | ---- | ---- | ---- | ---- |
| 405  | 439  | 423  | 451  | 501  | 486  | 472  | 472  | 452  |

| 1901 | 1906 | 1911 | 1921 | 1926 | 1931 | 1936 | 1946 | 1954 |
| ---- | ---- | ---- | ---- | ---- | ---- | ---- | ---- | ---- |
| 432  | 507  | 495  | 378  | 362  | 359  | 362  | 334  | 329  |

| 1962 | 1968 | 1975 | 1982 | 1990 | 1999 | 2006 | 2007 | 2012 |
| ---- | ---- | ---- | ---- | ---- | ---- | ---- | ---- | ---- |
| 342  | 326  | 307  | 275  | 254  | 257  | 276  | 279  | 283  |

| 2017 | 2022 | - | - | - | - | - | - | - |
| ---- | ---- | - | - | - | - | - | - | - |
| 257  | 259  | - | - | - | - | - | - | - |

### Enseignement
Braize dépend de l'académie de Clermont-Ferrand. Elle gère une école élémentaire publique.

### Manifestations culturelles et festivités

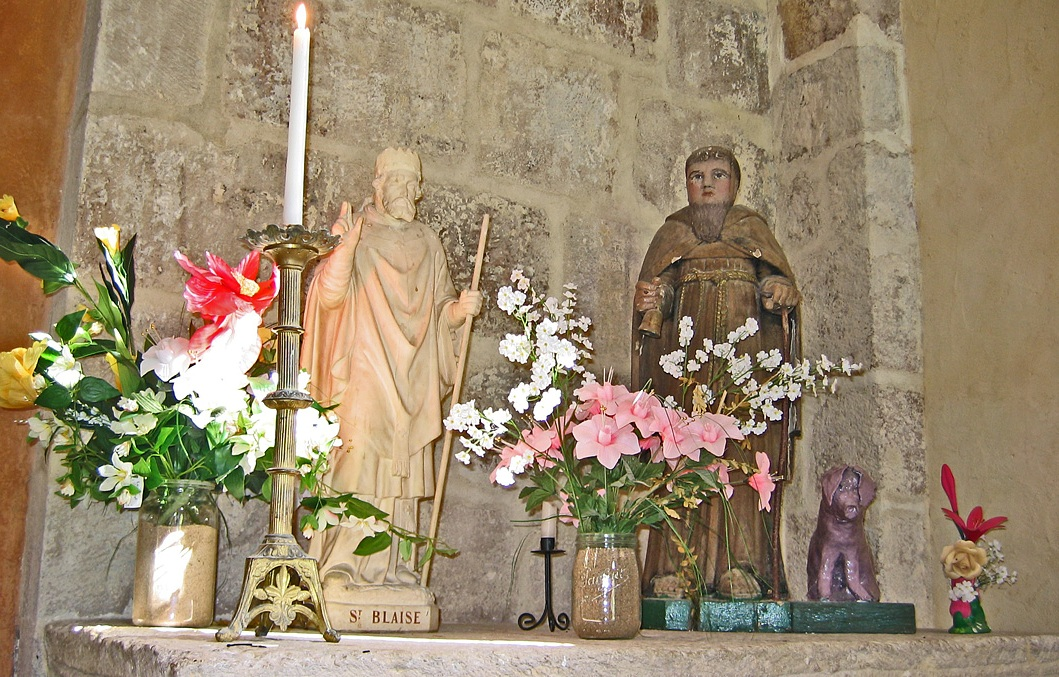
Saint Blaise et saint Antoine.

La traditionnelle fête patronale de la Saint-Antoine, célébrée le 17 janvier quel que soit le temps, événement majeur des années 1930, a été supplantée par la « Foire aux ânes », qui attire des milliers de curieux dans le village chaque dernier dimanche d'août. Cependant, malgré la diminution du nombre d'agriculteurs, le Comité de Saint Blaise s'efforce de maintenir la fête jumelée Saint-Antoine-Saint-Blaise, avec la remise coutumière de la bannière aux nouveaux bâtonniers. Le Foyer Rural de Braize, créé en 1948, après la fin de la Seconde Guerre mondiale, participa durant plus d'une décennie à l'animation culturelle de la commune (cinéma, théâtre, voyages).

## Économie
En 2010, on recensait onze exploitations agricoles, pratiquant essentiellement l'élevage de bovins ou d'ovins.  Un atelier de conditionnement du charbon de bois du groupe Bordet y est implanté ainsi qu'une entreprise de travaux publics. À noter aussi des activités de loisirs : chasse, pêche dans les nombreux étangs privés et l'étang communal qui a pris la place de l'ancien étang de Laleuf et de son moulin, un terrain de camping en forêt, etc.

## Culture locale et patrimoine

### Lieux et monuments

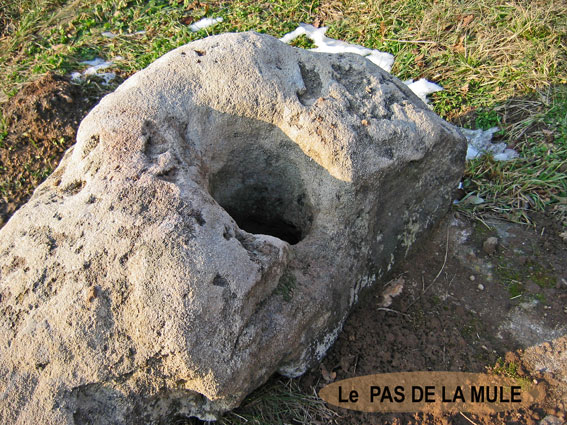
Rocher du Pas de la Mule.

- Rocher du Pas de la Mule : ce rocher est associé à une légende de pacte avec le diable[24]. L'origine du nom est vraisemblablement tout autre, le Pas désignant le passage du ruisseau venant de l'église pour alimenter les étangs proches et actionnant les moulins, souvent désignés par le terme « meule ». Ainsi le Pas de la Mule pourrait être le passage à gué menant au moulin (la pointerie de Lalœuf a été édifiée sur l'emplacement d'un ancien moulin). De plus, il aurait certainement servi de base à une croix de carrefour, ce qui expliquerait la cavité creusée en son centre.
- Église Saint-Antoine, classée MH par arrêté du 17 mai 1933, fut édifiée à la fin de la période romane au XIIe siècle. Elle présente le style architectural des constructions templières, d'une sobriété toute militaire. Sa nef à trois travées est reliée à l'est par deux autres travées plus petites. L'abside en hémicycle forme trois pans à l'extérieur, chacun est ouvert d'une fenêtre en plein cintre. Le clocher carré a été tronqué pour être recouvert d'un toit en bâtière. On remarquera le porche d'entrée et la porte murée (extérieur gauche du chevet) empruntée sans doute par les moines ; une croyance locale tenace veut en faire l'entrée d'un ancien souterrain qui permettait d'accéder aux bâtiments de la Commanderie ; on prétendait aussi que les clous du portail étaient dus chacun à un forgeron différent, forgerons et maréchaux si nombreux dans l'ancien bourg de Braize ! En 1615, après les guerres de religion, la chapelle n'était plus qu'une « vieille masure dont il ne reste que quatre murs et où les habitants de La Bruyère et de Braise se rendent en procession les jours de Rogation. Il faudra attendre 1867 pour qu'elle soit relevée de ses ruines et restaurée par le seul concours unanime des habitants ». Cependant, les archives de la commune mises en ligne sur le site du conseil général de l'Allier présentent des actes de baptêmes, mariages et décès régulièrement effectués depuis 1669 dans cette église. La principale cérémonie qu'on y a longtemps célébrée était la messe de Saint-Antoine, au cours de laquelle la statue du protecteur de la commune était sortie en procession par le petit chemin qui longeait la cure, pour revenir par l'ancien cimetière ; cette statue est l’œuvre d'un artisan local.

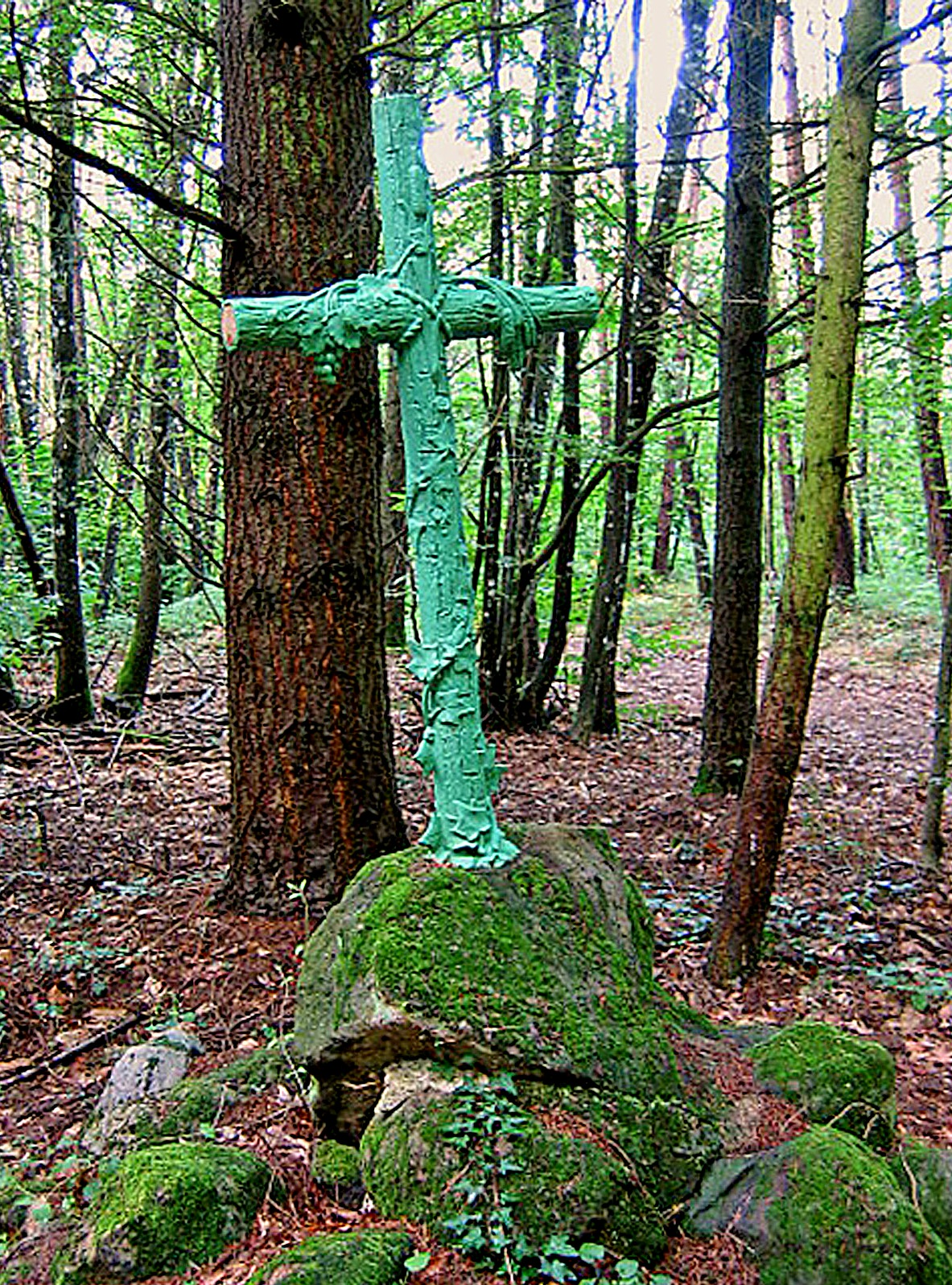
La Croix Pétouillon.

- La Croix Pétouillon : décorée de rameaux de vigne et d'épis de blé, elle est située en forêt de Tronçais, à la limite des communes de Braize et d'Urçay, près de l'intersection de deux anciens chemins, celui du moulin du Ris à Meaulne et celui de Braize à Urçay. La croix actuelle n'est pas celle d'origine ; son nom peut évoquer l'un des anciens moulins de Braize (voir le moulin de La Pétouille à Ainay)… Le décor du logo de la commune de Braize s'est en partie inspiré de celui de la Croix Pétouillon.
- Château de La Pacaudière, restauré dans les années 2000.

### Patrimoine culturel
Braize est citée dans le poème d'Aragon, Le conscrit des cent villages, écrit comme acte de Résistance intellectuelle de manière clandestine au printemps 1943, pendant la Seconde Guerre mondiale.

### Personnalités liées à la commune
- L’abbé Boutoute : il est originaire du Cantal ; on relève sur le registre paroissial son premier acte de baptême à Braize : Le septième octobre mil sept cent quarante deux, a été baptisée Marie Bonnet... etc. signé : Boutoute desservant de Braise. En 1791, il refuse de prêter le serment constitutionnel exigé de tous les prêtres par l'Assemblée législative ; emprisonné à Moulins, il est condamné à la déportation sur le ponton « Les Deux Associés », ancien navire utilisé pour le transport des esclaves, amarré entre Rochefort et l'estuaire de la Charente, où il meurt en 1794.
- La famille Chapelard :  en 1824, une femme, Françoise Berchon, veuve de Jean Chapelard, installe une tréfilerie à l'emplacement de l'ancien moulin de Lalœuf. La population de la commune va passer de 303 habitants en 1821 à 454 en 1846 ; l'ouvrier d'usine sera requalifié en tréfileur. Louis Chapelard, son fils, est maire de Braize de 1836 à 1847.
- Le baron Auguste Ernest de Lallemand du Marais : propriétaire du château de La Pacaudière, élu à deux reprises maire de Braize, de 1865 à 1880. C’est au cours de son premier mandat, en 1869, que fut édifiée la première école de la commune. Il obtient le titre de baron à la suite de son mariage avec Wilhelmine von Koppenfels, noble originaire du duché de Saxe; l'aîné de leurs trois enfants, Walter Jean Frédéric Guillaume de Lallemand du Marais, est né à Braize le 8 avril 1860 (marié avec Catherine de Meaux — général de brigade — fait commandeur de la Légion d'honneur le 9 novembre 1917).
- La famille Carreau : famille de gros propriétaires terriens à Braize et dans les communes voisines : les domaines de Beauregard, mis en valeur sur l'ancien cadastre napoléonien, au bourg la « Maison Au Bon Saint Antoine » et l'imposante ferme « du Clocheton ». Ils donneront à la commune de nombreux conseillers municipaux, adjoints et deux maires, Jean et Pierre Carreau, au milieu du XIXe siècle (leurs sépultures se trouvent près du chevet de l'église).
- André Morel : descendant des propriétaires des forges de Saint-Nicolas, à Revin dans les Ardennes, qui y entretenaient une importante meute au manoir de La Mériseraie. Il acquiert le château de La Pacaudière dans les années 1920 où, avec son équipage de La Mériseraie reconstitué, il va pratiquer une méthode de chasse à courre discrète et insolite en forêt de Tronçais, avec personnel et chiens anglais, sans sonneries de cors, sans invités, sans apparat.